# Wägital
Wägital är en dal i Schweiz.   Den ligger i kantonen Schwyz, i den östra delen av landet, 110 km öster om huvudstaden Bern. Större delen av dalen ligger i kommunen Innerthal.